# Comuna de Rymanów
Rymanów (em polonês/polaco: Gmina Rymanów) é uma comuna) na Polônia, na voivodia de Subcarpácia e no condado de Krosno. A sede do condado é a cidade de Rymanów.
De acordo com os censos de 2004, a comuna tem 15 510 habitantes, com uma densidade 93,6 hab/km².

## Área
Estende-se por uma área de 165,79 km², incluindo:
- área agricola: 54%
- área florestal: 34%

## Demografia
Dados de 30 de Junho 2004:
|                      | Total   | Total | Mulheres | Mulheres | Homens  | Homens |
| -------------------- | ------- | ----- | -------- | -------- | ------- | ------ |
|                      | pessoas | %     | pessoas  | %        | pessoas | %      |
| População            | 15 510  | 100   | 7919     | 51,1     | 7591    | 48,9   |
| Densidade (pop./km²) | 93,6    | 100   | 47,8     | 47,8     | 45,8    | 45,8   |

De acordo com dados de 2002, o rendimento médio per capita ascendia a 1358,65 zł.

## Comunas vizinhas
- Besko, Bukowsko, Dukla, Haczów, Iwonicz-Zdrój, Komańcza, Miejsce Piastowe, Zarszyn